# Clarias dussumieri
Clarias dussumieri és una espècie de peix de la família dels clàrids i de l'ordre dels siluriformes.

## Morfologia
Els mascles poden assolir els 25 cm de llargària total.

## Distribució geogràfica
Es troba a l'Índia: Goa, Karnataka, Kerala i Pondicherry.